# Konec básníků v Čechách
Konec básníků v Čechách es una película de comedia checa de 1993 dirigida por Dušan Klein y escrita por Klein con Ladislav Pecháček. Es la cuarta película de la "hexalogía de los poetas", el título está precedido por Jak svět přichází o básníky (1982), Jak básníci přicházejí o iluze (1985) y Jak básníkům chutná život (1988), y sucedido por Jak básníci neztrácejí naději (2004) y Jak básníci čekají na zázrak (2016). La película está protagonizada por Pavel Kříž, David Matásek, Tereza Brodská y Míla Myslíková. Con el telón de fondo de los turbulentos cambios sociales posteriores a la Revolución de Terciopelo en Checoslovaquia, la historia se centra en la lucha de Štěpán para adaptarse a las nuevas condiciones provocadas por la introducción del capitalismo en la nación.

## Sinopsis
Unos años después de la Revolución de Terciopelo, mucho ha cambiado en la vida de Štěpán, así como en su país. Su mejor amigo, Kendy, que ahora trabaja como reportero y director de publicidad, graba una entrevista con Štěpán, lo que provoca la expulsión del médico del hospital donde trabaja. Regresa a su Hradiště natal, donde las cosas también han cambiado. Su madre todavía trabaja como costurera y trata de encontrar un trabajo y una pareja para su hijo divorciado, desempleado y desilusionado. Mientras busca trabajos, varios de los cuales rechaza por motivos morales, Štěpán conoce a la farmacéutica sensible y de principios Ute. Al final, Štěpán acepta trabajar en un monasterio, donde las monjas cuidan a los niños con discapacidad mental.

## Reparto y personajes
- Pavel Kříž como Štěpán Šafránek
- David Matásek como Kendy
- Tereza Brodská como Ute
- Míla Myslíková como madre de Štepán
- Lenka Kořínková como Vránová
- Ondřej Vetchý como Karabec
- Josef Somr como Prof. Ječmen
- Eva Vejmělková como Alena
- Adriana Tarábková como Jeskyňka
- Barbora Štěpánová como Bedřiška
- Jana Hlaváčová como Tonička
- Pavel Zedníček como Pisařík
- Marek Vašut como médico
- Oldřich Navrátil como Nádeníček
- Josef Větrovec como director
- Tomáš Töpfer como Dr. Sahulák
- Antonín Procházka como director del hospital
- Stanislav Zindulka como Lorenc
- Miroslav Táborský como Hanousek
- Hana Ševčíková como Monja
- Markéta Hrubešová como Secretaria
- Stanislava Bartošová como Paciente
- Jaroslava Obermaierová como Señora